# The Other Side of the Heart Is White
 The Other Side of the Heart Is White  is een Nederlandse documentaire uit 2014, geregisseerd door Leonardo Pansier. De film gaat over het clubgevoel van supporters van de Rotterdamse voetbalclub Feyenoord. 
De film ging in première tijdens het IFFR in 2014.

## Verhaal
'The Other Side of the Heart Is White' is een film gemaakt door Leonardo Pansier en Brandon Baan, met het doel om aan de spelers van Feyenoord en aan het publiek in het algemeen duidelijk te maken hoe groot de rol is die de liefde voor hun club in het leven van een aantal Feyenoord-supporters, waaronder oud-honkbalinternational Robert Eenhoorn, speelt. 

## Cast
- Gerard Baks
- Robert Eenhoorn
- Helene Meulstee
- Sem Meulstee
- Leonardo Pansier

## Release en ontvangst
De film ging op 27 januari 2014 in première op het International Film Festival Rotterdam en werd daarna vertoond in de bioscoop Pathé De Kuip in Rotterdam. De film was zeer succesvol, met in de eerste speelweek meer dan 7500 bezoekers, en een Kristallen Film voor 10.000 bezoekers na 11 dagen.